# Gikazi
Gikazi är ett periodiskt vattendrag i Burundi.   Det ligger i provinsen Muyinga, i den nordöstra delen av landet, 140 kilometer nordost om huvudstaden Bujumbura.
I omgivningarna runt Gikazi växer huvudsakligen savannskog. Runt Gikazi är det ganska tätbefolkat, med 93 invånare per kvadratkilometer.